# Gilles Cistac
Gilles Cistac (Toulouse, França, 1961  — Maputo, Moçambique, 3 de março de 2015) foi um constitucionalista franco-moçambicano.

## Biografia
Gilles Cistac nasceu em 1961 na cidade francesa de Toulouse, onde estudou direito público e se doutorou.

### Mudança para Moçambique
Em 1993 exerceu as funções de conselheiro civil na embaixada francesa em Maputo e, entre outras entidades, trabalhou com a Universidade Eduardo Mondlane. Após um breve regresso a França, mudou-se em 1995 para Maputo. Desde então, trabalhou como docente universitário de Direito na universidade pública Eduardo Mondlane. Até à sua morte, exerceu o cargo de director-adjunto para Investigação e Extensão na Faculdade de Direito. Em 2008 promoveu uma unidade universitária de investigação sobre a harmonização do Direito na SADC, o Centro de Estudos sobre a Integração Regional (CEDIR).
Em 2009 recebeu a ordem de mérito “Ordre des Palmes Académiques” pelo seu trabalho de descentralização de Moçambique. A “Ordre des Palmes Académiques” é a ordem francesa mais importante na área das ciências. Em 2010 adoptou, como segunda nacionalidade, a nacionalidade moçambicana.

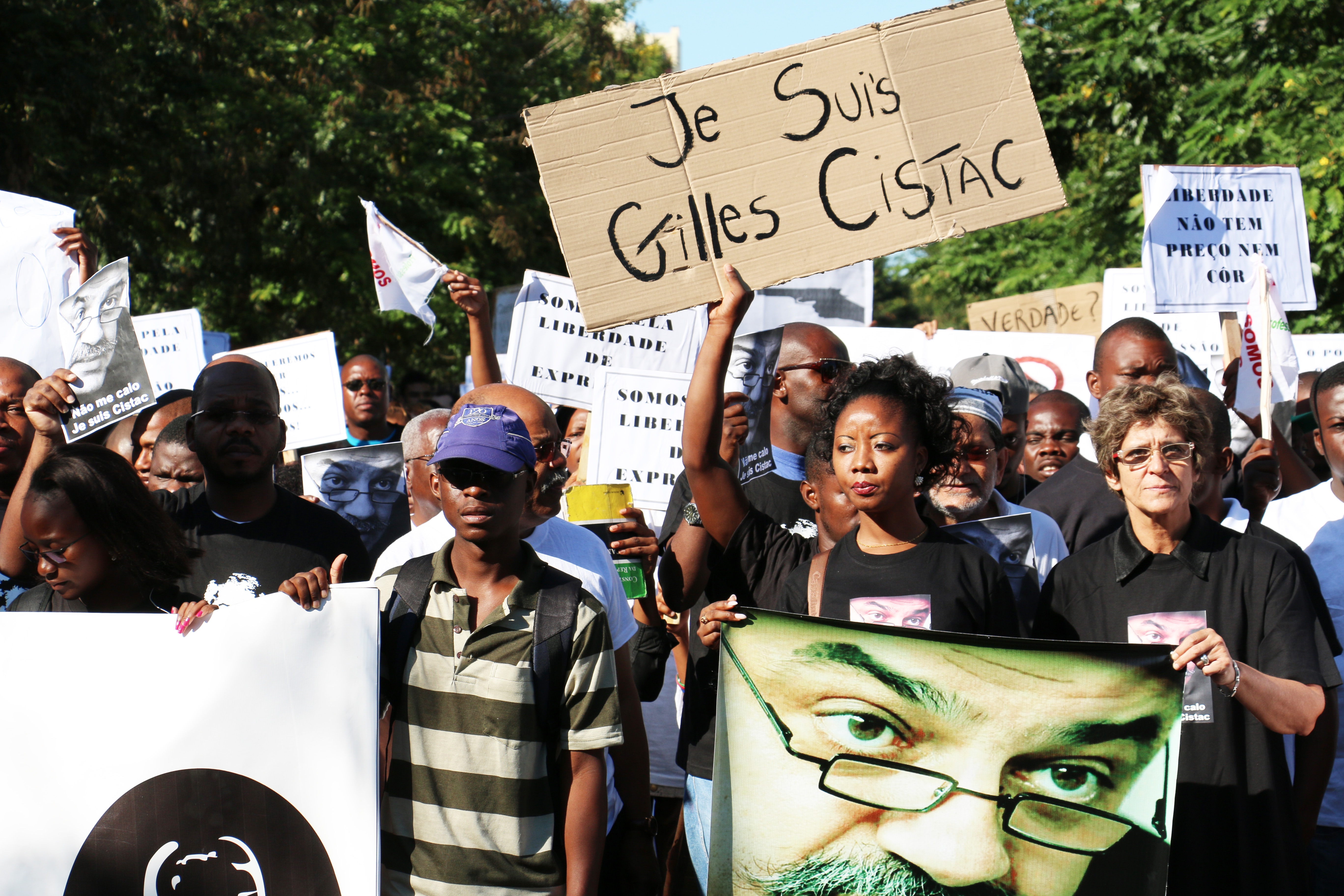
Marcha em honra de Gilles Cistac em Maputo. Na fila em frente está Ivone Soares, líder do grupo parlamentar da RENAMO na Assembleia da República

### Morte
Na manhã do dia 3 de março de 2015, Cistac ia tomar um táxi em frente de um café no bairro da Polana, quando foi atingido por três tiros de um carro que passava. Poucas horas depois faleceu no Hospital Central de Maputo. O maior partido da oposição, a RENAMO, e alguns mídia culparam forças radicais do partido do governo, a FRELIMO, por ter assassinado o constitucionalista. O governo negou qualquer relações com o assassinato. Dias depois da morte, várias marchas e manifestações em cidades moçambicanas honraram Gilles Cistac. Diversas embaixadas, entre outras a da França, a da União Europeia e a dos Estados Unidos, condenaram o assassinato e exigiram uma investigação completa dos acontecimentos.
A morte de Cistac é vista como mais um agravamento da crise política que lavra desde 2013 em Moçambique.

## Actividade pública
Cistac era conhecido como um crítico do partido do poder, a FRELIMO, apesar de ser independente e sem relação a um partido. Ele criticou várias vezes publicamente o governo por, entre outras fragilidades, a constante violação dos direitos humanos em Moçambique, a partidarização do estado moçambicano pela FRELIMO e um fraco Ministério Público.
Depois das eleições parlamentares e presidenciais de 2014 o maior partido da oposição, a RENAMO, protestou contra os resultados das eleições. Em especial, a RENAMO exigiu poder governar as províncias em que ganhou a maioria dos votos, já que até agora é o governo central que nomeia os governadores provinciais. Além disso, o líder da oposição, Afonso Dhlakama, exigiu a criação de ele chamou de “Províncias autónomas”. Filipe Nyusi, o presidente do estado, negou a possibilidade de criação de tais províncias e chamou à ideia da RENAMO “anti-constitucional”. Gilles Cistac contradisse Nyusi e explicou que sim era possível criar “Províncias autónomas”:
| “ | Para tal, pode-se evocar o número 04, do artigo 273 da Constituição da República, sobre as “categorias das autarquias locais”, que determina que “a lei pode estabelecer outras categorias autárquica superiores ou inferiores à circunscrição territorial do município ou da povoação”. E em vez de “regiões autónomas”, passariam a se denominadas “províncias autónomas”, que é a designação mais abrange no âmbito da lei em alusão. | ” |
|   | — Gilles Cistac , Gilles Cistac prevê gestão autónoma das províncias onde a Renamo reclama vitória, A Verdade, 30 de Janeiro de 2015. |   |

Depois da sua entrevista ao jornal A Verdade, vários mídia pró-governamentais criticaram Cistac. O porta-voz da FRELIMO, Damião José, chamou os pronunciamentos de Cista “mentiras”, “não honestas”, chamou-o “hipócrita (..), ingrato e mal-agradecido à hospitalidade e ao acolhimento do povo moçambicano”.

## Obras (selecção)
Gilles Cistac publicou mais que 50 obras sobre o direito moçambicano, entre as quais:
- O direito eleitoral moçambicano – Le droit électoral mozambicain (1994)
- O tribunal administrativo de Moçambique (1997)
- Aspectos jurídicos, económicos e sociais do uso e aproveitamento da terra (2003)
- Turismo e desenvolvimento local (2007)
- 10 anos de descentralização em Moçambique : os caminhos sinuosos de um processo emergente (2008)
- Direito processual administrativo contencioso teoria e prática (2010)
- Manual Prático de Jurisprudência Eleitoral (2011), ISBN 978-9896700263
- Aspectos jurídicos da integração regional (2012), ISBN 978-9896700317